# 德克萨斯大学奥斯汀分校自然科学院

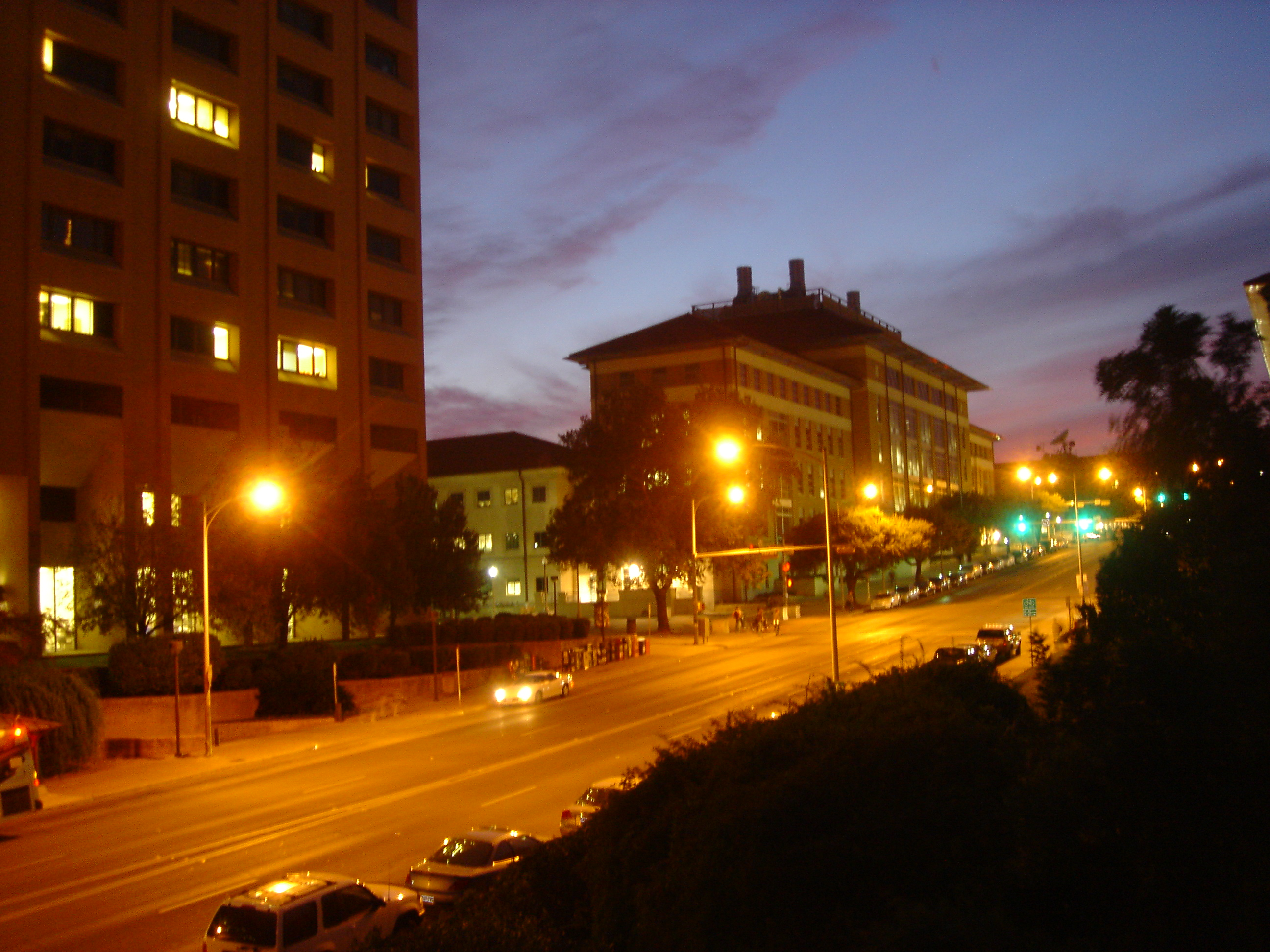
罗伯特·李·摩尔楼（左），分子生物学楼（中），神经分子科学楼（右）

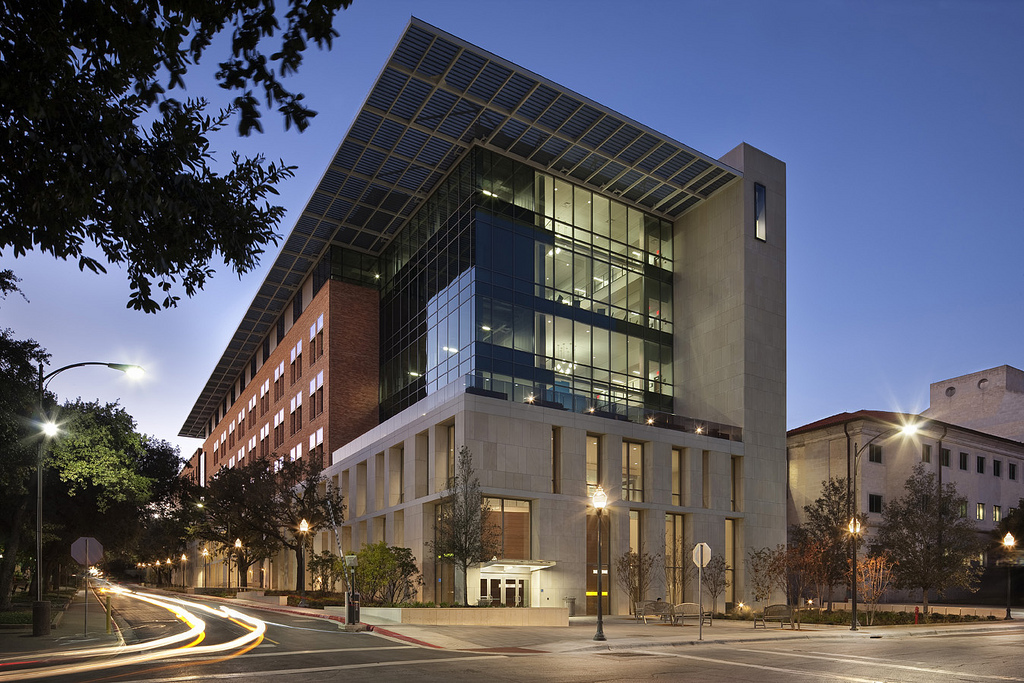
诺曼·海克曼楼

德克萨斯大学奥斯汀分校的自然科学院提供10种文科学士学位专业、42种理学学士专业和20种研究生课程。自然科学院共有11,000俞名本科生，1,300名研究生 和超过370名的教职员工。 该学院的一些项目被美国新闻与世界报道（2012）评为全美前十的专业，包括：分析化学（第5）、应用数学（第9）、人工智能（第5）、计算机科学（第8）、计算机系统（第8）、计算理论（第10）、宇宙学/相对论/重力（第8）、生态学，进化与行为（第6）、等离子体物理（第5）、编程语言（第5）、理论化学（第10）和并拓扑学（第8）。

## 部门
- 天文系
- 化学系
- 计算机科学系
- 人类生态学院
- 综合生物学系
- 海洋科学研究所
- 数学系
- 分子生物科学系
- 神经科学系
- 物理系
- 统计和科学计算事业部
- 新生研究计划部